# Seulocia
Seulocia is een geslacht van kreeftachtigen uit de klasse van de Malacostraca (hogere kreeftachtigen).

## Soorten
- Seulocia anahita Galil, 2005
- Seulocia crepuscula Galil, 2005
- Seulocia cristata Galil, 2005
- Seulocia laevimana (Miers, 1884)
- Seulocia latirostrata (Shen & Chen, 1978)
- Seulocia pubescens (Miers, 1877)
- Seulocia pulchra (Shen & Chen, 1978)
- Seulocia rhomboidalis (De Haan, 1841)
- Seulocia truncata (Alcock, 1896)
- Seulocia vittata (Stimpson, 1858)